# Université Kōnan

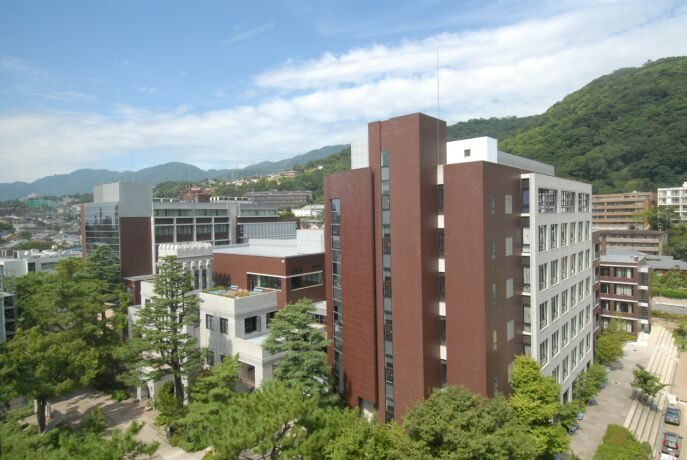
Université Kōnan

L'université Kōnan (甲南大学, Kōnan Daigaku) est une université privée située sur les pentes des monts Rokkō dans l'arrondissement de Higashinada-ku à Kobé au Japon. L'établissement compte presque 10 000 étudiants, offre une grande variété de programmes et entretient un programme d'échange international.

## Facultés
L'université Kōnan comprend cinq facultés et une école de commerce, offrant une multitude de degrés universitaires :
- Faculté de Lettres
- Faculté de Science et d'Ingénierie
- Faculté d'Économie
- Faculté de Droit
- Faculté d'Administration commerciale
- Hirao School of Management

## Programme international
L'université Kōnan offre un programme pour les étudiants internationaux de septembre à mai pour ceux d'Amérique du Nord et d'Europe, et de janvier à décembre pour ceux d'Australie et de Nouvelle-Zélande. S'occupant généralement d'entre trente à quarante-cinq étudiants, le programme consiste en une stricte étude de la langue, de la culture, des affaires et de la société japonaise, et organise le séjour des étudiants dans une famille japonaise. Cette dernière partie était autrefois obligatoire mais, depuis l'année universitaire 2008-2009 et la venue d'un nombre important d'étudiants étrangers, un dortoir est mis à disposition.
L'université Kōnan offre des opportunités avec les universités suivantes :
- Australie
  - Université Murdoch
  - Université Edith Cowan
- Canada
  - Université de Carleton
  - Université de Victoria
  - Université du Québec à Montréal
- France
  - Université de Tours
  - Université Jean Moulin Lyon 3
- Allemagne
  - Université Humboldt de Berlin
  - École de commerce de Cologne (en)
- Nouvelle-Zélande
  - Université de Waikato
- Royaume-Uni
  - Université de Leeds
- États-Unis
  - Université de l'Illinois à Urbana-Champaign
  - Université de Buffalo

De plus, les étudiants du Consortium de l'Illinois sont acceptés. Ceci inclut l'université d'Hawaï, l'université d'Arizona, et l'université de Pittsburgh.

## Étudiants célèbres
- Hiro Matsushita, Ancien pilote de course automobile et homme d'affaires
- Reiko Okutani (en), femme d'affaires